# Homalomena occulta
Homalomena occulta es una especie de planta con flor de la familia Araceae.

## Taxonomía
La especie fue descrita inicialmente como Calla occulta por João de Loureiro y publicada en Flora Cochinchinensis 2: 532–533, en 1790, actualmente es tanto un sinónimo como el basónimo de esta; y ulteriormente, sería transferida al género Homalomena por Heinrich Wilhelm Schott en Meletemata Botanica 1: 20, en 1832.

#### Etimología
Véase: Homalomena
occulta: epíteto latino que significa "oculta".